# Казалцуињо
Казалцуињо (итал. Casalzuigno) је насеље у Италији у округу Варезе, региону Ломбардија.
Према процени из 2011. у насељу је живело 1185 становника. Насеље се налази на надморској висини од 319 м.

## Становништво
| 1936. | 1951. | 1961. | 1971. | 1981. | 1991. | 2001. | 2011. |
| ----- | ----- | ----- | ----- | ----- | ----- | ----- | ----- |
| 859   | 919   | 906   | 854   | 1.066 | 1.195 | 1.207 | 1.304 |